# Bluff Knoll
Bluff Knoll es el punto más alto del suroeste de  Australia Occidental y se localiza en la Cordillera Stirling.
Se encuentra a 1095 m por encima del nivel del mar y es uno de los pocos lugares en Australia Occidental donde nieva regularmente, ocurriendo usualmente una vez al año. La más reciente nevada fuerte se registró el 6 de octubre de 1992 cuando 20 cm de nieve se midieron y llegó hasta el estacionamiento (450 m sobre el nivel del mar).
La montaña con frecuencia se envuelve de niebla la cual cubre los picos y llega hasta los barrancos.
Escalar el Bluff Knoll toma de tres a 4 horas en un camino de 6 km, y puede ser realizado por cualquiera con un mínimo nivel de salud. Es importante estar bien preparado para la expedición, especialmente en los meses más fríos ya que mucha gente ha resultado dañada por la exposición al clima frío durante la escalada. El agua es esencial durante el verano y la deshidratación es un problema común para los escaladores. Muchos rescates se han realizado por unidades del Servicio de Emergencia del Estado desde Gnowangerup y Albany. Los escaladores que se caen y se hieren tienen muchas posibilidades de no poder regresar sin ayuda a la base. Es posible ascender la cara del risco con equipo de escalada o rápel para bajar, sin embargo es muy peligroso y es importante prepararse.
La vista desde la cima abarca los montes Stirling y los Porongurup, así también como la costa cerca de Albany. 
El Bluff Knoll es visible desde Albany.